# Bad Schandau
Bad Schandau (em alto sorábio: Žandow) é um município da Alemanha, situado no distrito de  Mittelsachsen, no estado da Saxônia. Tem 46,77 km² de área, e sua população em 2019 foi estimada em 3.604 habitantes.